# 錫里菲拉邦迪
錫里菲拉邦迪（法語：Sirifila-Boundy），是馬里的城鎮，位於該國中部，由塞古區的尼奧諾省負責管轄，面積159平方公里，海拔高度259米，2009年普查人口總數為35,290人，人口密度每平方公里220人。